# Aphananthe
Aphananthe – rodzaj roślin z rodziny konopiowatych (Cannabaceae). Obejmuje 5 gatunków. Trzy z nich występują w Azji południowej i wschodniej, przy czym jeden sięga wschodniej Australii, jeden gatunek rośnie w Ameryce Centralnej (od Meksyku po Nikaraguę) i jeden na Madagaskarze. W eocenie i oligocenie rośliny z tego rodzaju występowały w Europie, Azji i Ameryce Północnej. 
Są to szybko rosnące drzewa rosnące w lasach i na terenach skalistych, często też na przydrożach, zwykle na terenach nizinnych. Ich kwiaty są wiatropylne. Charakterystyczną ich cechą są bardzo szorstkie liście, które bywają używane jako papier ścierny. A. aspera zwana jest sandpaper tree („drzewo papier ścierny”). Gatunek ten jest też uprawiany jako szybko rosnące drzewo plantacyjne dla produkcji drewna.

## Morfologia
PokrójKrzewy i drzewa, niektóre niewielkie, inne osiągają do 30 m.
LiścieSkrętoległe, ułożone dwurzędowo lub w kilku rzędach, opadające zimą (w porze suchej) lub częściowo zimozielone, cienkie do skórzastych. Wsparte są drobnymi i szybko odpadającymi przylistkami, zostawiającymi krótkie blizny po bokach nasady ogonka liściowego. Blaszka u nasady bywa nieco asymetryczna, skośna, całobrzega do piłkowanej, czasem z kolcami na końcach ząbków. Blaszka zawsze bardzo szorstka. Największe liście (do 15 cm długości) ma A. cuspidata, najmniejsze (do 6 cm) ma A. philippinensis.
KwiatyPojawiają się razem z liśćmi i są jednopłciowe, przy czym poszczególne rośliny bywają jednopienne i dwupienne. Kwiaty męskie skupione są w wierzchotkowate kwiatostany rozwijające się u nasady pędów, podczas gdy kwiaty żeńskie wyrastają pojedynczo w kątach liści w szczytowych częściach pędów (tylko u A. sakalava skupione są po 2–3). Okwiat w kwiatach męskich i żeńskich składa się z 4 lub 5 działek kielicha, płatków korony brak. Pręcików w kwiatach męskich jest tyle co listków okwiatu. Zalążnia w kwiatach męskich jest szczątkowa, czasem włosowata, w kwiatach żeńskich rozwija się z jednego owocolistka, zwieńczona jest dwiema szyjkami.
OwoceJajowate do kulistych pestkowce, czarne, często owłosione, zwieńczone trwałymi szyjkami słupka, soczyste, zawierają jedno nasiono (zamknięte w twardej pestce).

## Systematyka i pochodzenie
Rodzaj Aphananthe oddzielił się od innych rodzajów z rodziny już w kredzie późnej ok. 71,5 miliona lat temu, ale współcześnie występujące gatunki ostatniego wspólnego przodka miały we wczesnym miocenie (ok. 19,1 mln lat temu). Rodzaj wskazywany jest jako bazalny w obrębie konopiowatych lub siostrzany dla rodzaju Lozanella. Rodzaj Aphananthe wyewoluował najprawdopodobniej w Europie. Najstarsze skamieniałości opisane jako Aphananthe cretacea znalezione zostały w skałach z mastrychtu (sprzed 66–72,1 mln lat) w Niemczech. Gatunek Aphananthe maii ze środkowego eocenu (sprzed 48,6–37,2 mln lat) znaleziony został w Oregonie, a Aphananthe tenuicostata z oligocenu (sprzed 23–28,4 mln) na Syberii. Młodsze skamieniałości znajdowane były w Japonii i Australii. Współczesne gatunki pochodzą od wspólnego przodka występującego w Azji. Pozycję bazalną w obrębie rodzaju zajmuje wschodnioazjatycki A. aspera. Kolejną linię tworzy współcześnie A. monoica, który migrował do Ameryki Północnej prawdopodobnie przez Beringię ok. 18,1 miliona lat temu. Kolejne linie różnicowały się w Azji południowo-wschodniej, przy czym najmłodszym gatunkiem, który ewoluował ok. 10,8 miliona lat temu jest madagaskarski A. sakalava.
Wykaz gatunków
- Aphananthe aspera (Thunb.) Planch.
- Aphananthe cuspidata (Blume) Planch.
- Aphananthe monoica (Hemsl.) J.-F.Leroy
- Aphananthe philippinensis Planch.
- Aphananthe sakalava J.-F.Leroy